# Cestayrols
Cestayrols es una comuna francesa situada en el departamento de Tarn, en la región de Occitania.

## Demografía
| 551 | 510 | 442 | 421 | 414 | 451 | 469 |
| Para los censos de 1962 a 1999 la población legal corresponde a la población sin duplicidades (Fuente: INSEE [Consultar]) |     |     |     |     |     |     |